# Bono (patrizio)
Bono (... – 627) è stato un generale e patrizio bizantino vissuto nel VII secolo.

## Biografia
Bono era un patrizio che godeva della stima e della fiducia dell'Imperatore Eraclio (610-641) e che era uno dei membri eminenti di corte; il poeta Giorgio di Pisidia gli dedicò persino un panegirico, redatto nel giugno 626, in cui lo descrive come un tipo pacifista, che preferisce la pace alla guerra.
Nell'aprile del 622 Eraclio partì da Costantinopoli per condurre una spedizione contro la Persia; l'Imperatore affidò proprio a Bono e al patriarca Sergio il governo della città in sua assenza e la tutela del figlio Eraclio Costantino (il futuro Costantino III). Nel 626, quando Costantinopoli fu assediata da Persiani e Avari, fu Bono ad organizzare le difese e a difendere la capitale dagli assalti nemici. L'assedio durò dieci giorni, dal 29 luglio al 7 agosto:
- il primo giorno Bono raccolse le milizie a difesa della Capitale e le preparò all'assedio;
- nei primi giorni di assedio tentò di usare anche la diplomazia cercando di convincere invano gli Avari a levare l'assedio;
- il quarto giorno lodò un soldato che aveva scoperto un modo per bruciare le torri d'assedio avare;
- il quinto giorno tentò di nuovo di persuadere con la diplomazia gli Avari a levare l'assedio, senza effetto; anzi scoprì che gli Avari avrebbero ricevuto rinforzi persiani, gettando nella disperazione la capitale;
- il decimo giorno riuscì ad attirare la flotta nemica slava in una trappola e distruggerle

Gli Avari e i Persiani levarono l'assedio, e diedero essi stessi fuoco alle macchine d'assedio; il 9 agosto il Khagan degli Avari chiese di negoziare con Bono, ma questi rifiutò, sostenendo che con l'imminente arrivo del fratello di Eraclio nella Capitale non aveva più l'autorità di negoziare.
Deceduto nel 627, Bono fu sepolto l'11 maggio nella Chiesa di San Giovanni di Studion, presso la Porta d'Oro.